# Fonte do Gravatá
A Fonte do Gravatá é um fontanário abandonado localizado em Salvador, no estado da Bahia. Ela data do século XVIII e funcionava como fonte pública. Situa-se a uma curta distância a oeste da Igreja do Santíssimo Sacramento e Sant'Ana. A construção é tombada como estrutura histórica pelo estado da Bahia.
A fonte do Gravatá é uma estrutura protegida pelo Instituto do Patrimônio Artístico e Cultural da Bahia sob o Decreto n.º 001/84 de 1984. A fonte está em um estado avançado de sujeira e degradação.

## História
A data de início de operação da fonte do Gravatá é desconhecida, mas o frontispício atual sugere tratar-se de uma construção do século XVIII. Em 1724, o Senado da Câmara desapropriou terrenos pertencentes ao Sargento-Mor José Batista de Carvalho para abrir uma estrada, a atual rua do Gravatá, que ligaria a fonte ao centro histórico de Salvador. Antigamente, ela fornecia água aos bairros da Mouraria, Palma e Santana.
Luís dos Santos Vilhena comentou em 1801:
Dentro da cidade, um pouco abaixo da Igreja e Freguesia de Sant'Ana, fica a Fonte do Gravatá, a mais imunda e pior de todas; é, porém, a mais frequentada por ser a única [fonte] pública, que há dentro da cidade…
A Santa Casa da Misericórdia de Salvador reivindicou a propriedade da fonte e de seus arredores em 1846; contudo, perdeu o caso em um tribunal ouvido pelas autoridades municipais. A cidade determinou a inspeção e reparo de todas as fontes em Salvador após uma seca de 1883 a 1885; uma referência à fonte de Gravatá aparece no relatório.
Um teste de água realizado em 2015 verificou que a água da fonte era cristalina, com fluxo moderado e contínuo. No entanto, ela é usada atualmente como moradia por moradores de rua; é poluída por urina humana, poluentes orgânicos e inorgânicos.

## Características
Construída em alvenaria de pedra, a Fonte tem planta retangular com uma abóbada, coroada por frontão simples. Semelhante a outras fontes da Bahia, é rodeada por uma cerca de ferro com um portão. Ainda na década de 1970 tinha duas bicas funcionais, semelhantes às relatadas por Luís dos Santos Vilhena em 1801. A bacia de captação é rasa e ligeiramente abaixo do nível da rua; o chafariz possui tanque de decantação para regular a vazão da água.
Situa-se em um dos grotões do vale do rio das Tripas que separa a primeira da segunda linha de colinas do sítio de Salvador, na esquina das ruas do Gravatá e Independência, uma pequena rua que leva até a Igreja do Santíssimo Sacramento e Sant'Ana. Está localizada abaixo da segunda linha de morros além do centro histórico de Salvador. A fonte, uma vez localizada na encosta, fica abaixo do nível da rua e é acessível por escadas. Sua vizinhança é formada por um conjunto de casas e sobrados do século XIX de valor principalmente ambiental.
A fonte do Gravatá fica em um movimentado bairro comercial, na esquina da rua do Gravatá com a rua da Fonte do Gravatá.